# Stephan Luther
Stephan Luther (* 26. April 1891 in Braunschweig; † 23. Oktober 1944 ebenda) war ein deutscher Unternehmer, der zunächst im Mühlenbau beim MIAG-Konzern und ab 1941 in seinem eigenen Unternehmen Luther-Werke Luther & Co. GmbH im Bereich Flugzeugbau tätig war.

## Leben
Luther war ein Sohn von Hugo Luther und Lina Luther geb. Herpfer sowie ein Enkel des Mühlenbau-Unternehmensgründers Gottlieb Luther. Er besuchte ein Realgymnasium in Berlin und absolvierte die dortige Handelshochschule. Er setzte seine Ausbildung unter anderem in der Mühle Rüningen fort und ging anschließend auf eine Handelshochschule in Großbritannien. Im Jahr 1913 war er in einer französischen Großmühle tätig; von 1914 bis 1918 kämpfte er als Soldat im Ersten Weltkrieg.
Anschließend trat Luther als gelernter Mühlenbauer in die zum Luther-Konzern gehörende Mühlenbauanstalt und Maschinenfabrik Gebrüder Seck in Dresden ein und übernahm die Leitung. Luther war zeitweise auch in der Geschäftsführung der Kapler Maschinenfabrik AG tätig. Nach dem Zusammenschluss der großen deutschen Mühlenbau-Anstalten im Rahmen der Mühlenbau- und Industrie AG (MIAG), in dem auch die Luther-Werke seines Großvaters aufgingen, wechselte er 1928 in die MIAG-Zentrale.
Im März 1929 wurde Luther zum stellvertretenden Vorstandsmitglied des MIAG-Konzerns berufen. Nach dem überraschenden Tod des MIAG-Vorstandsvorsitzenden Ernst Amme übernahm Luther gemeinsam mit Eckardt Lufft 1930 die Führung des Konzerns. Unter Luther und Lufft wurde die Konzernzentrale von Frankfurt am Main nach Braunschweig verlagert und die Beteiligungen außerhalb des Konzern-Kerngeschäfts abgestoßen, um der nachlassenden Nachfrage infolge der Weltwirtschaftskrise zu begegnen. Ab 1933 forcierte Luther die erneute Diversifizierung des Mühlen- und Silobau-Konzerns.
Neben der Geschäftsausweitung auf den allgemeinen Anlagenbau und den Schwermaschinenbau entstand im ehemaligen Luther-Werk in Braunschweig unter Luthers Führung 1934 ein MIAG-Flugzeugbau-Betrieb. Nach der Übernahme des MIAG-Konzerns durch den Hanomag-Inhaber Hans Lerch im Februar 1935 zog sich Luther aus der Konzernleitung weitgehend zurück und widmete sich dem weiteren Ausbau des Flugzeugbaubetriebs in den ehemaligen Luther-Werkstätten. Gemeinsam mit seinem Technischen Leiter Walter Jordan forcierte Luther bei der MIAG ab 1935 den Bau zweier neuer Flugzeugwerke in Bienrode und Waggum für eine Ausweitung der Lizenz-Flugzeugproduktion, die 1938 fertiggestellt wurden. Mit 2200 Mitarbeitern umfasste der MIAG-Flugzeugbau bereits 1938 ein Viertel der MIAG-Belegschaft. Durch die Einbeziehung in die Messerschmitt-Produktion verdoppelte sich die Belegschaft bis 1940.
Auf Anregung des Reichsluftfahrtministeriums schlug Luther der MIAG-Führung die Auslagerung des MIAG-Flugzeugbaubetriebs aus dem MIAG-Konzern vor, die der auf den Fahrzeug- und Panzerbau fokussierte Hans Lerch aufgriff. Er gründete im Juni 1941 die Luther-Werke Luther & Co. GmbH in Braunschweig, mit der er den MIAG-Flugzeugbau übernahm und an dem er 1943 seinen Technischen Leiter Walter Jordan beteiligte.
Luther war von 1936 bis zu seinem Tod Präsident der Industrie- und Handelskammer Braunschweig. 1937 wurde er Mitglied des Rats der Stadt und wurde von der Technischen Hochschule Braunschweig im Jahr 1943 zum Ehrensenator ernannt. Als Betriebsführer der Luther-Werke war er Wehrwirtschaftsführer. Zum 1. September 1940 trat er der SS als Sturmbannführer bei (SS-Nummer 367.390) und wurde zum 9. November 1942 zum SS-Obersturmbannführer befördert. Nach zwei erfolgreichen Betriebsjahren wurde das Hauptwerk in Braunschweig im April 1944 durch Bombenangriffe weitgehend zerstört. Luther wurde dabei schwer verwundet und erlag wenige Monate später seinen Verletzungen.